# لوكهيد اير اكسبرس
لوكهيد اير اكسبرس (بالإنجليزية: Lockheed Air Express)‏ هي طائرة ركاب وبريد ونقل، أحادية السطح وبمحرك واحد. أنتجت في الولايات المتحدة. من صناعة شركة لوكهيد. كان أول طيران لها في 1928.